# دنيس هايدن
دنيس هايدن (بالإنجليزية: Dennis Hayden)‏ هو لاعب جمباز فني أمريكي، ولد في 1965م.